# Elimaea transversa
Elimaea transversa är en insektsart som först beskrevs av Sigfrid Ingrisch 1990.  Elimaea transversa ingår i släktet Elimaea och familjen vårtbitare. Inga underarter finns listade i Catalogue of Life.